# Enoema Elisj
De Enoema Elisj ('wanneer in het hoge'; in wetenschappelijke literatuur: Enûma Eliš; Engels: Enuma Elish) is een mythisch verhaal uit de Babylonische literatuur. Het staat bekend als scheppingsmythe, maar is desondanks vooral een verheerlijking van de stormgod Mardoek. Hij werd de oppergod van de Babyloniërs, en was (ook oorspronkelijk) de patroongod van de stad Babylon. De tekst vertoont op enkele punten overeenkomsten met het Bijbels scheppingsverhaal.

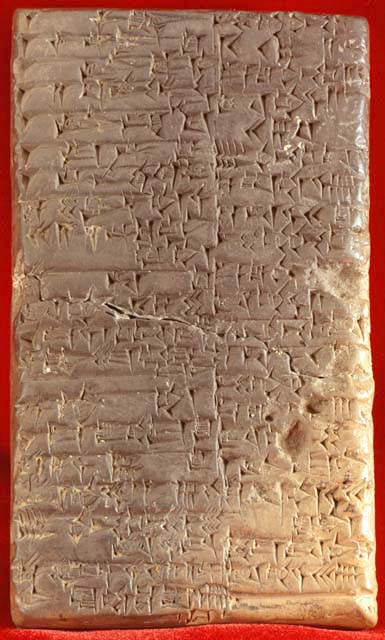
Kleitablet met spijkerschrift

De tekst werd in de 19e eeuw ontdekt op gefragmenteerde kleitabletten in de ruïnes van de bibliotheek van Assurbanipal in Ninive (nabij het huidige Mosoel in Irak). Die versie van het verhaal, vermoedelijk daterend uit de 13e eeuw v.Chr., bestaat uit zeven tabletten met spijkerschrift. Het grootste deel van het vijfde tablet is nooit gevonden. Afgezien van deze lacune is de tekst zo goed als compleet.
Er zijn meerdere versies van de Enoema Elisj, en de oudst bekende stamt waarschijnlijk uit de 20e eeuw v.Chr.

## Verhaal in het kort

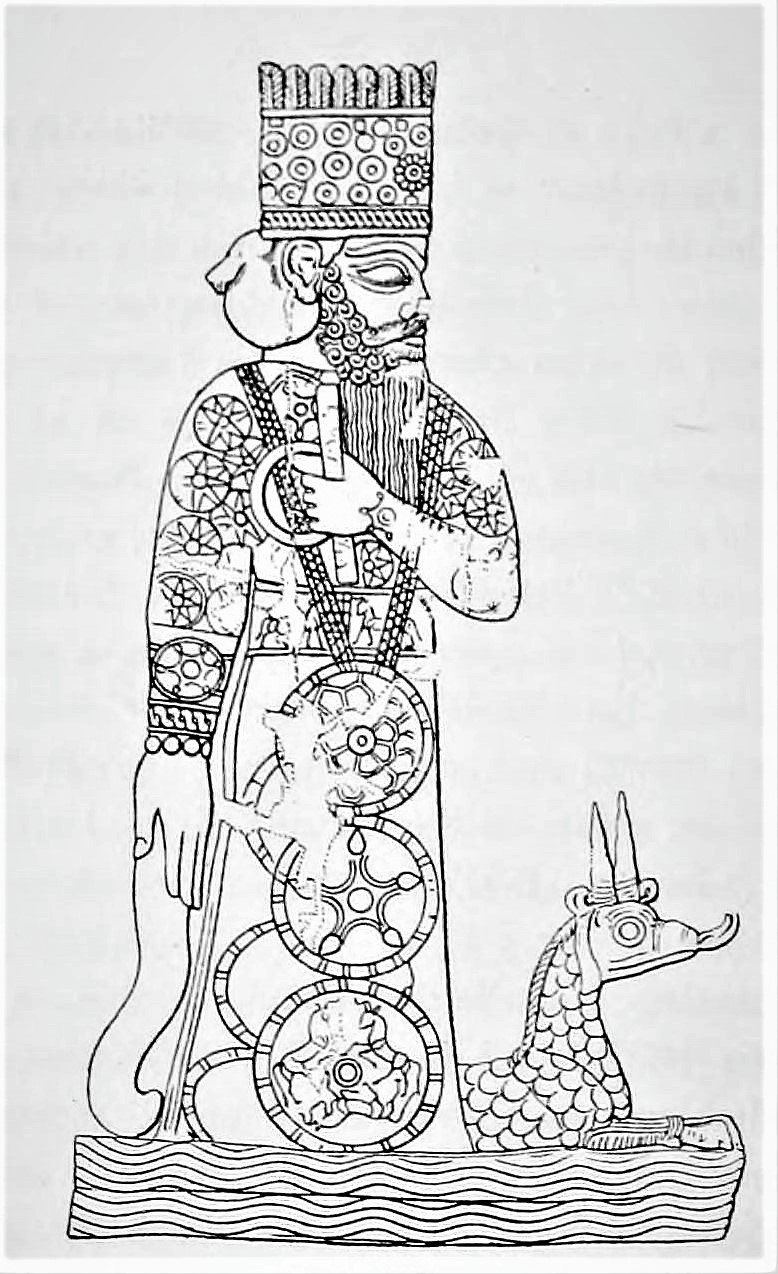
De god Mardoek

In het begin bestonden alleen Tiamat, het zoute water, en Apsu, het zoete water. Toen zij zich vermengden, ontstonden Lachmu en Lachamu. Dan vormden zich Ansjar en Kisjar. Hun zoon Anu kreeg ook een zoon Ea, die veel sterker was dan Ansjar en Anu. Al deze nieuwe goden zorgden voor heel veel lawaai tot ergernis van Apsu die met zijn adjudant Mummu naar Tiamat ging om haar over te halen om hun nageslacht te vermoorden. Tiamat weigerde dit. Later komen de andere goden de plannen van Apsu te weten. Ea greep in en maakte Mummu en Apsu onschadelijk. Op het lichaam van Apsu bouwde hij een stad. Aldaar nam hij een vrouw tot zich en verwekte Mardoek.
Ondertussen zon Tiamat op wraak. Het zag ernaar uit dat ze door het creëren van elf monsters onder leiding van Kingu de overwinning zou behalen. De goden stelden echter Mardoek aan als oppergod en hij ging het gevecht aan met Tiamat en haar knechten. Hij versloeg Tiamat, waarna hij met de ene helft van haar het dak van de hemel maakte en met de andere helft de aarde. Hij bekleedde de hemel waar de goden in konden wonen. Vervolgens schiep hij eerst de dieren en de planten om te eindigen met de mens. De goden eerden Mardoek door een tempel te stichten. Ten slotte kreeg Mardoek in een feesthymne nog vijftig andere namen evenals de privileges van Ea en Enlil toebedeeld.

## Situering in tijd en ruimte
De Enoema Elisj bestaat uit verschillende versies, waaronder een Assyrische, Soemerische en Babylonische tekst. De eerste keer dat de tekst opduikt is bij de opgravingen van Layard, Rassam en George Smith in 1875 te Mesopotamië. Er worden kleitabletten gevonden in het paleis van Sennacherib en voornamelijk in het paleis van Assurbanipal te Ninive. Bij de laatstgenoemde worden voornamelijk literaire teksten teruggevonden zoals de Enoema Elisj. Deze teksten worden gesitueerd rond de 7e eeuw v.Chr. en vertonen heel wat gelijkenissen met de Babylonische verhalen met het opmerkelijkste verschil dat Mardoek, die enkele eeuwen voordien Ea verving, regelmatig vervangen wordt door Ashur, hun eigen god. In Babylonië en Assyrië kwam het hoogstwaarschijnlijk voor dat elke belangrijke stad zijn eigen versie had van het scheppingsverhaal waarin de stadsgod de held van het verhaal is.
Een oudere vondst werd gemaakt door Duitse opgravers die van 1902 tot 1914 fragmenten opgraven van een Assyrische versie van de Enoema Elisj. Deze fragmenten die in de oude hoofdstad Assur opgegraven worden, dateren van rond 1000 v.Chr. Enkele jaren later zorgt een gezamenlijke expeditie van de universiteiten van Oxford en Chicago ervoor dat er twee bijna volledige tabletten, I en VI, worden ontdekt in Kish en in 1928-1929 vinden Duitsers de neo-Babylonisch Tablet VII in Uruk.
Door onder andere deze ontdekkingen en de andere teruggevonden fragmenten is bijna heel het scheppingsverhaal gereconstrueerd, alleen op het vijfde tablet ontbreekt nog een groot deel.
De huidige beschikbare bronnen zijn slechts kopieën. Wanneer de oorspronkelijke tekst geschreven is, is dus onbekend. Zeker is wel dat de tekst al bestond rond 1000 v.Chr., door de fragmenten die zijn teruggevonden in Assur. De tekst is echter veel verder in de tijd terug te situeren. Op een inscriptie van Agum II wordt melding gemaakt van de elf monsters, waaruit dus valt af te leiden dat de tekst toen al verspreid was.
Het tijdstip waarop het document is samengesteld is nog steeds niet helemaal duidelijk. Kämmerer en Metzler suggereerden de Kassitische periode in 2012, terwijl Lambert in 2013 de tijd van Nebukadnezar I voorstelt.
Daarbij moet bedacht worden dat onder de Kassieten de god Shuqamuna nog gezien werd als de beschermgod van het koninklijk huis en Mardoek een vrij ondergeschikte plaats innam. Pas na Enlil-nadin-ahi, onder de Tweede Dynastie van Isin waarvan Nebukadnezar een belangrijke vertegenwoordiger is, is Mardoek tot hoofdgod van Babylon verheven.

## Auteurs
Door het ontbreken van de oorspronkelijke tekst kan de precieze naam van de auteurs niet worden meegegeven. Hoogstwaarschijnlijk is het verhaal opgetekend door de Babylonische priesters voor de verering van de stadsgod Mardoek. Het gedicht heeft ook een politieke verklaring en daarin is de rol van de Babylonische koningen hoogstwaarschijnlijk ook van belang geweest.
Van de kopieerders van het scheppingsverhaal is al meer bekend. De meeste schrijvers stonden in dienst van de Assyrische koningen. Ze werden naar oude steden gestuurd, om kopieën te nemen van de literatuur die daar aanwezig was. De kopieën werden meegenomen naar Assyrië en daar bewaard in het paleis. In deze "bibliotheek" werden ze geklasseerd op plankjes volgens werk en onderwerp. Elke tafel was genummerd of de laatste zin werd herhaald op de volgende tablet. Meestal bevond er zich onder een colofon waarin er door de auteur enkele details worden toegevoegd zoals de naam van de auteur. Dankzij de ijver en de zorg van de schrijvers en de koningen voor het bewaren zijn dankzij de Assyriërs deze bronnen nog beschikbaar.

## Doel van de tekst
De Enoema Elisj is niet alleen een scheppingsverhaal. Voor het grootste deel vertelt het de strijd die werd geleverd tussen de goden en de uiteindelijke overwinning van Mardoek (zoon van Enki). Het verhaal was een soort verheerlijking van Mardoek als de koning van de aarde. Het diende om de verkiezing en het oppergezag van Mardoek te legitimeren.
Naast de bezinging en legitimatie van Mardoek was het de bedoeling om de claim van Mardoek als heerser over alle steden van de wereld te versterken en zo ook de claim van Babylon als stad van Mardoek en eveneens wordt het belang van Babylon in het verleden aangetoond als de stad die Anunnaki bouwde als woonplaats voor de goden. Daarmee heeft het verhaal ook een politiek karakter gekregen.
Het Babylonische scheppingsverhaal kan gezien worden als een mythe waarmee de schrijver/s de wereld probeerden te verklaren aan de hand van toenmalige ideeën en waarmee de schrijver/s de politieke macht van Babylon probeerden te legitimeren.

## Gelijkenissen met het (Hebreeuws-)Bijbelse scheppingsverhaal
Er zijn al snel parallellen tussen de twee verhalen duidelijk geworden, en de gelijkenissen die bestaan tussen hen laten vermoeden dat er meer is dan toeval. Dit is ook begrijpelijk, wanneer men de chronologie in beschouwing neemt. De meest antieke neergeschreven versie van het Enoema Elisj stamt waarschijnlijk uit de 20e eeuw v.Chr., terwijl de meeste delen van het Oude Testament zijn neergeschreven tijdens de Babylonische ballingschap ca. 6e eeuw v.Chr.
Allereerst beginnen beide verhalen vanuit een fase van een soort waterachtige chaos. Voor de Babyloniërs als levende materie met de verpersoonlijking van Tiamat en Apsu terwijl het voor Joden levenloos water is.
Eveneens is er de gelijkenis voor het woord water Tiamat en het Hebreeuwse tehom. Ook qua fases zijn er veel gelijkenissen. Eerst is er een fase van duisternis, daarna is er licht en daarna wordt de hemel op een gelijkaardige manier geschapen in de Joodse en de Babylonische versie, namelijk het splitsen van de wateren. Vervolgens wordt de aarde geschapen, waarna de sterren worden gecreëerd. Hierin verschillen beide culturen doordat voor de Babyloniërs de sterren woonplaatsen zijn voor de goden, en voor de Joden de sterren niets anders zijn dan lampjes aan de hemel. Ten slotte beëindigen beide de schepping met de mens, met als verschil dat in het Joodse scheppingsverhaal de mensen de climax van het verhaal zijn (de mensen zijn geschapen naar Gods gelijkenis), terwijl in het Enoema Elisj de goden dat zijn (de mensen zijn de slaven van de goden).
Er vallen ook heel wat verschillen op te merken tussen beide verhalen. Zo is er voor de Joden geen plaats voor de gevechten die plaatsvonden tussen de goden, tenzij de strijd met de Leviathan, en geeft men in het Babylonische scheppingsverhaal bijna niets weer van de schepping van dieren en planten. Wel is het mogelijk dat het stuk van dat verhaal zich daar bevindt op het ontbrekende deel van de vijfde tafel.
De tekst eindigt met een lijst van vijftig namen die aan Mardoek worden gegeven door aanbidders die de god aanroepen.

## Nederlands vertaling
- Enuma elisj. Het Babylonische scheppingsverhaal, vertaald en toegelicht door Selma Schepel, 2002, ISBN 9789020219623